# لیروکونیت
لیروکونیت  (به انگلیسی: Liroconite) با فرمول شیمیایی Cu2Al[(OH)4 - AsO4].4H2O از مجموعه کانی هاست و نامحلول در آب. از کلمات یونانی leiros یعنی رنگ پریده و کم رنگ و Konis به معنای پودر گرفته شده‌است. دراسیدها حل می‌شود و یک شیشه خاکستری تیره می‌دهد - نامحلول در آب. CuO:۳۶٫۷۴٪  Al2O۳:۱۱٫۷۷٪  As2O۵:۲۶٫۵۳٪  H2O:۲۴٫۹۶٪  برای اولین بار در انگلستان کشف شد و از نظر شکل بلور: اکتائدرهای مسطح و عدسی شکل، رنگ: آبی روشن تا سبز، شفافیت: شفاف - نیمه شفاف، شکستگی: صدفی - نامنظم، جلا: شیشه ای، رخ: ناکامل - مطابق با و /۰۱۱/، سیستم تبلور: مونوکلینیک و در رده‌بندی آرسنیات است  و منشأ تشکیل آن ثانوی است.
همایند کانی‌شناسی (پارانژ) آن کالکانتیت- کالکوفیلیت- مالاکیت- لیمونیت است
، از نظر ژیزمان بلوری - آگرگاتهای دانه‌ای کمیاب است و بیشتر در انگلستان، آلمان، زئیر، زامبیا یافت می‌شود.

## منبع
- پردیس کشاورزی ایران